# Dirk II
Dirk II, hol. Dirk II van Holland (ur. 930, zm. 8 maja 988) był grafem Holandii i Zachodniej Fryzji.
W roku 953 objął władzę po swym ojcu, Dirku I. Przez małżeństwo z Hildegardą, córką hrabiego Flandrii Arnulfa, po jej śmierci przejął władzę nad częścią Fryzji, przy wsparciu Ottona III. Objął rządy w Maastricht, Kennemerland i na wyspie Texel. Jego następcą został Arnulf, natomiast młodszy syn, Egbert, został w 977 biskupem Trewiru.